# Curt Alexander Edelmann
Curt Alexander Edelmann (* 27. April 1841 in Bautzen; † 6. März 1907 in Oberschlema) war ein deutscher Hütteningenieur und Manager in der Chemischen Industrie.

## Leben
Curt Alexander Edelmann war ein Sohn des Geheimen Regierungsrats Carl Alexander Edelmann, des späteren Direktors der Königlich Sächsischen Brandversicherungskommission. 1859 erlangte er das Abitur am Gymnasium in Bautzen. Nach einem Praktikum bei den Freiberger Hütten studierte er an der Bergakademie Freiberg Hüttenwesen. 1861 wurde er Mitglied des Corps Franconia Freiberg. 1863 bestand er die Abschlussprüfungen mit Auszeichnung und wurde Hüttengehilfe auf der Königlichen Muldner Hütte. Am 1. Januar 1865 nahm er eine Anstellung als Hüttengehilfe bei dem Privatblaufarbenwerk zu Pfannenstiel an. Am 1. November 1868 wurde er dort zum Hüttenchemiker und am 1. Januar 1873 zum Hüttenmeister ernannt. Am 1. Juli 1892 wurde zum Direktor des Königlichen Blaufarbenwerks Oberschlema als Nachfolger von Oberbergrat Otto Friedrich Köttig berufen sowie zum Bergbau- und Handelsbevollmächtigten des sächsischen Blaufarbenwerkskonsortiums ernannt.
Er war Bergbaubevollmächtigter für den konsortschaftlichen Schneeberger Bergbau, langjähriges Mitglied des Scheibenberger Bergrevierausschusses und Mitglied des Vorstands der Berufsgenossenschaft der Chemischen Industrie, Sektion Leipzig.
In mehr als 41 Berufsjahren im sächsischen Blaufarbenwerkskonsortium entwickelte Edelmann das sächsische Blaufarbenwesen entscheidend weiter. Hierzu gehören die elektrolytische Metallgewinnung, die nasschemische Nickelgewinnung, die Rauchgasreinigung durch Kondensationsanlagen verbunden mit der Gewinnung von metallhaltigem Flugstaub. Darüber hinaus galt sein Engagement der Arbeiterfürsorge. Edelmann galt als eine der hervorragenden Persönlichkeiten des sächsischen Blaufarbenwesens.
Seit Mai 1870 war er verheiratet mit Elisabeth Merbach, Tochter des Superintendenten Merbach in Freiberg.

## Auszeichnungen
- Ritterkreuz I. Klasse des Albrechts-Ordens
- Ritterkreuz I. Klasse des Sächsischen Zivilverdienstordens
- Ernennung zum Geheimen Bergrat (1901)

## Schriften
- Rückblick in die Geschichte des Königlichen sächsischen Blaufarbenwerkes zu Oberschlema. In: Jahrbuch für das Berg- und Hüttenwesen im Königreich Sachsen, Jahrgang 1901, S. #.